# Verkhneastàkhov
Verkhneastàkhov (en rus: Верхнеастахов) és un poble (un possiólok) de l'óblast de Rostov, a Rússia, que en el cens del 2010 tenia 6 habitants, pertany al municipi de Zemtsov.